# Flagge der Sowjetunion
Die erste amtliche Flagge der Sowjetunion (russisch флаг Советского Союза Flag Sowetskowo Sojusa) wurde im Dezember 1922 auf dem ersten Kongress der Sowjets der UdSSR angenommen.

## Geschichte

Flagge der Sowjetunion – Rückseite

Die Rote Fahne der Kommunistischen Partei wurde zur Nationalflagge erklärt.
Am 30. Dezember 1922 nahm der Kongress eine Erklärung über die Errichtung und die erste Verfassung der Sowjetunion an. Artikel 22 der angenommenen Verfassung erklärte: „Die UdSSR hat eine Nationalflagge, ein Staatswappen und ein Staatssiegel.“
Am 6. Juli 1923 wurde beschlossen, dass die Flagge aus einem roten Tuch mit dem Staatswappen der Sowjetunion im Zentrum bestehen soll. Das ungewöhnliche Flaggenformat 1:4 war nur ca. vier Monate in offizieller Benutzung.
Auf der dritten Sitzung des Allrussischen Zentralen Exekutivkomitees der Sowjetunion am 12. November 1923 fiel die Entscheidung zur Änderung der Flagge, in Anbetracht von Schwierigkeiten bei der Herstellung der Variante mit dem Staatswappen. Es wurde das gebräuchlichere Format 1:2 gewählt. Das Staatswappen wurde durch einen gelbumrandeten fünfzackigen roten Stern und ein darunter befindliches Hammer-und-Sichel-Symbol in der Gösch ersetzt. Die Flagge wurde jedoch erst am 18. April 1924 durch ein Dekret das Präsidium des allrussischen Zentralen Exekutivkomitees final genehmigt. Die finale Version der Flagge unterscheidet sich durch das Fehlen einer goldenen Umrandung der Gösch.
Die Flagge wurde am 15. August 1980 dahingehend verändert, dass die Flagge heller gestaltet wurde und die Symbole auf der Rückseite entfielen, diese also einfarbig rot wurde. Bereits 1955 war die Form von Hammer und Sichel auf der Flagge etwas variiert worden, diese blieb erhalten.
Mit der Auflösung der Sowjetunion am 31. Dezember 1991 verlor die Flagge der Sowjetunion ihre Funktion als Nationalflagge.
Am 15. April 1996 unterzeichnete der russische Präsident Boris Jelzin eine Erklärung, dass die so genannte Siegesfahne gleichwertig der russischen Flagge ist, womit diese Variante der Flagge der Sowjetunion zur zweiten Nationalflagge Russlands erklärt wurde.
Die Siegesfahne ist eine Variante der Flagge, die am 1. Mai 1945 auf dem Reichstagsgebäude gehisst wurde und das Ende des Zweiten Weltkrieges in Europa symbolisierte. Der Unterschied zur Flagge der Sowjetunion ist, dass der Stern etwas größer ist und Hammer und Sichel entfernt sind.
Unter Präsident Wladimir Putin wurde die Siegesfahne zur offiziellen Flagge der Russischen Armee.
Am 20. April 2007 wurde das umstrittene Gesetz über die Siegesfahne von Präsident Putin wieder abgeschafft.

### Dienstflaggen bis 1991
SV = Seitenverhältnis
| Flagge | SV  | Datum     | Funktion                                  | Beschreibung                                                                                                |
| ------ | --- | --------- | ----------------------------------------- | --- |
|        | 2:3 | 1946–1991 | Flagge der Sowjetarmee                    | Gelbumrandeter roter Stern auf rotem Tuch im Zentrum.                                                       |
|        | 2:3 | –1991     | Seekriegsflagge der Sowjetischen Marine   | Auf weißem Tuch links ein roter Stern, rechts Hammer und Sichel mit einem blauen Band unten.                |
|        | 2:3 | 1932–1991 | Gösch der Sowjetischen Marine             | Auf rotem Tuch ein weißumrandeter roter Stern im Zentrum mit weißumrandeten Hammer und Sichel in der Mitte. |
|        | 2:3 | –1991     | Flagge sowjetischer Hilfsschiffe          | Die Flagge der sowjetischen Marine im linken Obereck auf dunkelblauem Tuch.                                 |
|        | 2:3 | –1991     | Flagge der Grenztruppen der UdSSR zur See | Die Flagge der sowjetischen Marine im linken Obereck auf grünem Tuch.                                       |

### Historische Entwicklung (1922–1991)
| Flagge | SV  | Datum     | Funktion                            | Beschreibung |
| ------ | --- | --------- | ----------------------------------- | --- |
|        | 1:4 | 1922–1923 | erste Flagge der UdSSR              | Staatswappen der Sowjetunion auf rotem Tuch. (inoffiziell) |
|        | 1:2 | 1922–1923 | erste Flagge der UdSSR              | Staatswappen der Sowjetunion auf rotem Tuch im Zentrum. |
|        | 1:2 | 1923–1924 | Staats- und Handelsflagge der UdSSR | Dunkelrotes Flaggentuch mit Rotem Stern und Hammer und Sichel im linken Obereck, mit goldener Umrandung der Gösch. Bild rekonstruiert nach einer zu diesem Zeitpunkt noch ungenehmigten Resolution des Präsidiums des Zentralen Exekutivkomitees vom 8. April 1924. (Veröffentlicht am 12. April 1924) |
|        | 1:2 | 1924–1936 | Staats- und Handelsflagge der UdSSR | Dunkelrotes Flaggentuch mit Rotem Stern und Hammer und Sichel im linken Obereck. Tatsächlich genehmigte Variante, ohne die goldene Umrandung der Gösch. |
|        | 1:2 | 1936–1955 | Staats- und Handelsflagge der UdSSR | Dunkelrotes Flaggentuch mit Rotem Stern und Hammer und Sichel im linken Obereck. Variante nach der neuen Verfassung von 1936. |
|        | 1:2 | 1955–1980 | Staats- und Handelsflagge der UdSSR | Dunkelrotes Flaggentuch mit Rotem Stern und Hammer und Sichel im linken Obereck. |
|        | 1:2 | 1980–1991 | Staats- und Handelsflagge der UdSSR | Hellrotes Flaggentuch mit Rotem Stern und Hammer und Sichel im linken Obereck, Rückseite in selber Farbe ohne Symbole. |

### Heutige Verwendung (seit 1996)
| Flagge | SV  | Datum     | Funktion                                                                               | Beschreibung                                                                                     |
| ------ | --- | --------- | -------------------------------------------------------------------------------------- | ------------------------------------------------------------------------------------------------ |
|        | 1:2 | 1996–2007 | Siegesfahne der Roten Armee, Flagge der Russischen Armee; alternative Flagge Russlands | Goldener Stern im linken Obereck auf rotem Grund, eine Variante der Flagge der Sowjetunion.      |
|        | 1:2 | seit 1923 | Flagge von Aeroflot                                                                    | Gelber Stern auf rotem Hintergrund mit blauem Dreieck, darauf ein geflügelter Hammer und Sichel. |

## Flaggen der Subjekte der Sowjetunion
Laut Verfassung war die Sowjetunion ein Föderaler Staat, dem Sozialistische Sowjetrepubliken (SSR) angehörten. Diese Republiken wurden auch als Unionsrepubliken bezeichnet.
Eine Ausnahme bildete die Russische Sozialistische Föderative Sowjetrepublik (RSFSR), in deren Namen der föderale Charakter unterstrichen wurde.
Die Unionsrepubliken, insbesondere die RSFSR, hatten teilweise selbst föderale Mitglieder, die als Autonome Sozialistische Sowjetrepubliken (ASSR) bezeichnet wurden.

### Ursprüngliche Flaggen der Unionsrepubliken (1922 bis circa 1950)
Zunächst führten die Unionsrepubliken und ASSR eine rote Fahne mit einem Text im linken Obereck. Der Text bestand aus der Abkürzung des Landesnamens in kyrillischer Schrift und russischer Sprache und der Sprache des jeweiligen Volkes in kyrillischer, lateinischer oder eigener Schrift.
Darunter erschien wieder mehrsprachig der ausgeschriebene Landesname. Bei Republiken mit mehreren Völkern oder Völkern, die eine eigene Schrift benutzen, wurden weitere Zeilen eingefügt. Ab Mitte der 1930er Jahre wurden die Abkürzungen durch Hammer und Sichel ersetzt und darunter der ausgeschriebene Name der Republik mehrsprachig gesetzt.
| Flagge | SV  | Datum     | Unionsrepublik       | Existenz                |
| ------ | --- | --------- | -------------------- | ----------------------- |
|        | 1:2 | 1940–1952 | Karelo-Finnische SSR | 1940–1956 (danach ASSR) |

### Spätere Flaggen der Unionsrepubliken (circa 1950–1991)

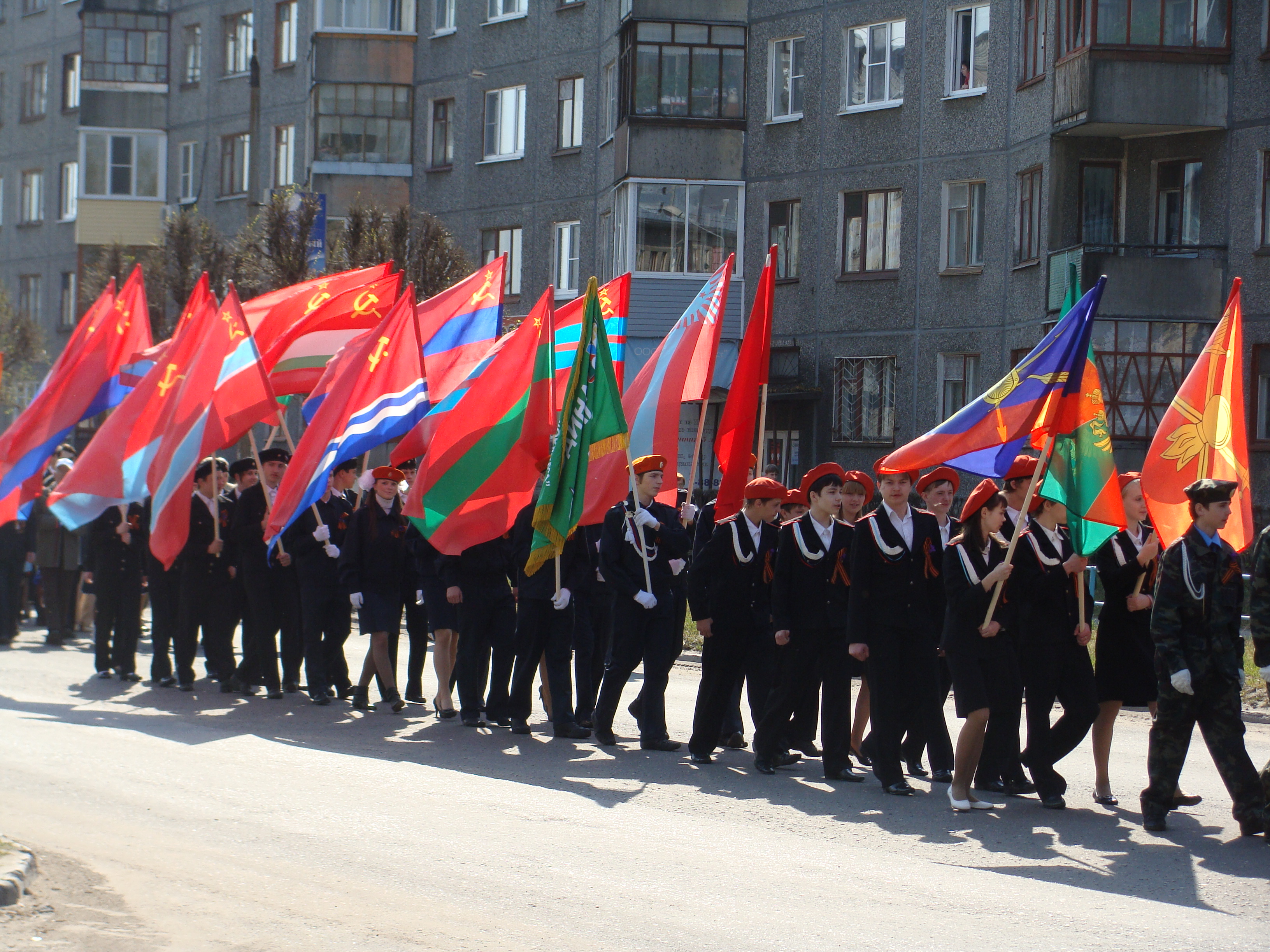
Flaggen der Unionsrepubliken am Tag des Sieges 2010

Zu Beginn der 1950er Jahre führten die Unionsrepubliken neue Flaggen ein, die zwar weiterhin auf der Flagge der Sowjetunion basierten aber mit eigenen Farben und Symbolen ergänzt wurden. Der Text mit dem Namen der SSR wurde aus der Flagge entfernt.
| Flagge | SV  | Datum     | Unionsrepublik         | Mitgliedschaft in der UdSSR | Aktueller Status     |
| ------ | --- | --------- | ---------------------- | --------------------------- | -------------------- |
|        | 1:2 | 1952–1991 | Armenische SSR         | 1936–1991                   | Armenien             |
|        | 1:2 | 1952–1991 | Aserbaidschanische SSR | 1936–1991                   | Aserbaidschan        |
|        | 1:2 | 1953–1991 | Estnische SSR          | 1940–1991                   | Estland              |
|        | 1:2 | 1951–1991 | Georgische SSR         | 1936–1991                   | Georgien             |
|        | 1:2 | 1952–1956 | Karelo-Finnische SSR   | 1940–1956 (danach ASSR)     | Republik Karelien    |
|        | 1:2 | 1953–1991 | Kasachische SSR        | 1936–1991                   | Kasachstan           |
|        | 1:2 | 1952–1991 | Kirgisische SSR        | 1936–1991                   | Kirgisistan          |
|        | 1:2 | 1953–1990 | Lettische SSR          | 1940–1991                   | Lettland             |
|        | 1:2 | 1953–1990 | Litauische SSR         | 1940–1991                   | Litauen              |
|        | 1:2 | 1952–1991 | Moldauische SSR        | 1940–1991                   | Moldau               |
|        | 1:2 | 1954–1991 | Russische SFSR         | 1922–1991                   | Russische Föderation |
|        | 1:2 | 1953–1991 | Tadschikische SSR      | 1929–1991                   | Tadschikistan        |
|        | 1:2 | 1953–1991 | Turkmenische SSR       | 1925–1991                   | Turkmenistan         |
|        | 1:2 | 1949–1991 | Ukrainische SSR        | 1922–1991                   | Ukraine              |
|        | 1:2 | 1952–1991 | Usbekische SSR         | 1925–1991                   | Usbekistan           |
|        | 1:2 | 1951–1991 | Weißrussische SSR      | 1922–1991                   | Belarus              |

### Flaggen der Autonomen Sozialistischen Sowjetrepubliken (1922–1991)
Ursprünglich wurden die Flaggen der ASSR nach demselben Schema wie die der SSR gebildet. Auf rotem Grunde wurde im linken Obereck als mehrsprachiger Text der Name der ASSR und der übergeordneten SSR angegeben. Mitte der 1930er Jahre wurden Hammer und Sichel hinzugefügt.
Zu Beginn der 1950er Jahre wurde diese Vorschrift dahingehend geändert, dass der Name der ASSR auf der Flagge der übergeordneten Unionsrepublik als gelber Text abgebildet wurde.
| Flagge | SV  | Datum     | Autonome Sozialistische Sowjetrepublik | Unionsrepublik | Aktueller Status                    |
| ------ | --- | --------- | -------------------------------------- | -------------- | ----------------------------------- |
|        | 1:2 | 1924–1941 | ASSR der Wolgadeutschen                | Russische SFSR | aufgelöst; Teile der Oblast Saratow |
|        | 1:2 | 1956–1991 | Karelische ASSR                        | Russische SFSR | Republik Karelien                   |
|        | 1:2 | 1957–1978 | Tschetscheno-Inguschische ASSR         | Russische SFSR | Tschetschenien und Inguschetien     |
|        | 1:2 | 1978–1992 | Tuwinische ASSR                        | Russische SFSR | Tuwa                                |